# Мыльников, Григорий Михайлович
Григо́рий Миха́йлович Мы́льников (25 мая 1919; д. Егорьевка, Воронежская губерния — 26 сентября 1979, Москва) — дважды Герой Советского Союза (февраль 1945; апрель 1945), подполковник (1979), военный лётчик.

## Биография
Родился 25 мая 1919 года в селе Егорьевка (ныне Касторенского района Курской области). В 1936 году окончил 7 классов школы в селе Вознесеновка (Касторенский район), в 1938 году — школу ФЗУ в Воронеже. Работал аппаратчиком на Воронежском заводе синтетического каучука.
В армии с декабря 1939 года. В 1940 году окончил Борисоглебскую военную авиационную школу лётчиков. Служил в строевых частях ВВС (в Московском военном округе).
Участник Великой Отечественной войны: в августе 1941 — феврале 1945 — лётчик, командир звена, заместитель командира и командир авиаэскадрильи 174-го (с марта 1942 — 15-го гвардейского) штурмового авиационного полка. Воевал на Западном, Ленинградском и 3-м Белорусском фронтах. Участвовал в обороне Ленинграда, Красноборской, Красносельско-Ропшинской, Ленинградско-Новгородской, Выборгской, Нарвской, Таллинской и Восточно-Прусской операциях. За время войны совершил 226 боевых вылетов на штурмовике Ил-2 для нанесения ударов по живой силе и технике противника.
21 февраля 1945 года был подбит зенитной артиллерией противника (в пятый раз за войну) в районе посёлка Цинтен (ныне посёлок Корнево Багратионовского района Калининградской области), дотянул до своей территории и совершил вынужденную посадку в районе города Кройцбург (ныне посёлок Славское Багратионовского района). Был тяжело ранен в голову и отправлен в госпиталь.
За мужество и героизм, проявленные в боях, Указом Президиума Верховного Совета СССР от 23 февраля 1945 года гвардии майору Мыльникову Григорию Михайловичу присвоено звание Героя Советского Союза с вручением ордена Ленина и медали «Золотая Звезда».
Указом Президиума Верховного Совета СССР от 19 апреля 1945 года гвардии майор Мыльников Григорий Михайлович награждён второй медалью «Золотая Звезда».
После войны до августа 1945 года находился на излечении в госпитале. С ноября 1945 года майор Г. М. Мыльников — в запасе.
С 1948 года работал старшим инженером импортного отдела в Главном управлении снабжения «Главрыбснаб». В 1954 году окончил Институт народного хозяйства имени Г. В. Плеханова, работал экономистом.
Жил в Москве. Умер 26 сентября 1979 года. Похоронен на Ваганьковском кладбище (58 уч.).

## Награды
- Дважды Герой Советского Союза (23.02.1945; 19.04.1945);
- орден Ленина (23.02.1945);
- три ордена Красного Знамени (16.08.1942; 21.06.1944; 22.02.1945);
- орден Александра Невского (24.03.1943);
- орден Отечественной войны 1-й степени (12.09.1944);
- орден Красной Звезды (19.12.1941);
- медали.

## Память
- Бронзовый бюст Г. М. Мыльникова установлен в деревне Егорьевка.
- Его именем названа улица в Курске.
- На одном из цехов завода «Воронежсинтезкаучук» установлена мемориальная доска.
- Мемориальная доска на здании Егорьевской школы
- МБОУ «СОШ № 59» г. Курска названа именем Г. М. Мыльникова.